# Korpisaari (ö i Finland, Södra Karelen, Imatra)
Korpisaari är en ö i Finland. Den ligger i sjön Änikkä och i kommunen Ruokolax i den ekonomiska regionen  Imatra ekonomiska region  och landskapet Södra Karelen, i den sydöstra delen av landet, 260 km nordost om huvudstaden Helsingfors. Öns area är 0,7 hektar och dess största längd är 130 meter i sydöst-nordvästlig riktning.